# Archidiecezja São Sebastião do Rio de Janeiro

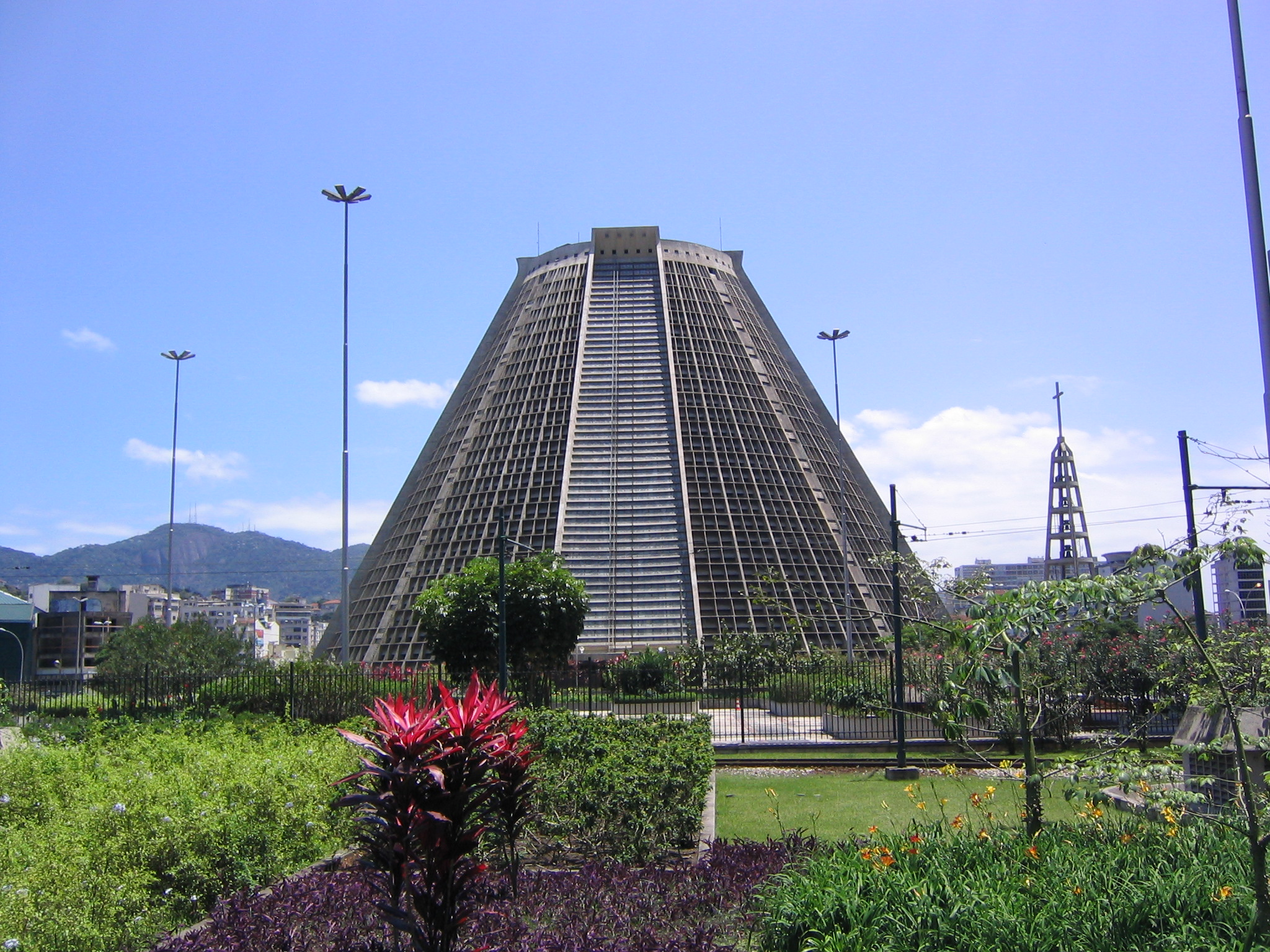
Katedra św. Sebastiana w Rio de Janeiro

Archidiecezja São Sebastião do Rio de Janeiro (łac. Archidioecesis Sancti Sebastiani Fluminis Ianuarii, port. Arquidiocese de São Sebastião do Rio de Janeiro) – rzymskokatolicka archidiecezja ze stolicą w Rio de Janeiro w Brazylii. Arcybiskupi Rio de Janeiro są również metropolitami metropolii o tej samej nazwie.

## Historia
19 lipca 1575 papież Grzegorz XIII bullą In supereminenti militantis Ecclesiae erygował prałaturę terytorialną São Sebastião do Rio de Janeiro. Dotychczas wierni z tych terenów należeli do diecezji São Salvador da Bahia de Todos os Santos (obecnie archidiecezja São Salvador da Bahia).
16 listopada 1676 papież Innocenty XI wyniósł prałaturę do rangi diecezji.
6 grudnia 1745 z biskupstwa wydzielono:
- diecezję Mariana (obecnie archidiecezja Mariana)
- diecezję São Paulo (obecnie archidiecezja São Paulo)
- prałaturę terytorialną Cuiabá (obecnie archidiecezja Cuiabá)
- prałaturę terytorialną Goiás (obecnie diecezja Goiás)

7 maja 1848 wydzielono diecezję São Pedro do Rio Grande (obecnie archidiecezja Porto Alegre).
27 kwietnia 1892 papież Leon XIII wyniósł biskupstwo do rangi archidiecezji metropolitarnej. Tego samego dnia odłączono diecezję Niterói (obecnie archidiecezja Niterói).
W 1905 papież Pius X mianował arcybiskupa São Sebastião do Rio de Janeiro Joaquima Arcoverde de Albuquerque Cavalcanti pierwszym kardynałem z tej stolicy arcybiskupiej.
W latach 1907–1934 i 1948 - 2003 z terenów archidiecezji wydzielone było benedyktyńskie opactwo terytorialne Nossa Senhora do Monserrate do Rio de Janeiro.
Archidiecezję trzykrotnie odwiedził papież Jan Paweł II:
- w 1980  Osobny artykuł: 7 podróż apostolska Jana Pawła II.
- w 1982  Osobny artykuł: 13 podróż apostolska Jana Pawła II.
- w 1997  Osobny artykuł: 80 podróż apostolska Jana Pawła II..

23 - 28 lipca 2013 w Rio de Janeiro odbyły się Światowe Dni Młodzieży 2013, i pierwsza zagraniczna podróż papieża Franciszka.

## Ordynariusze

### Arcybiskupi São Sebastião do Rio de Janeiro
- José Pereira da Silva Barros (1892 - 1893) biskup São Sebastião do Rio de Janeiro od 1891
- João Fernando Santiago Esberard[1] (1893 - 1897)
- kard. Joaquim Arcoverde de Albuquerque Cavalcanti (1897 - 1930) kreacja kardynalska w 1905
- kard. Sebastião Leme da Silveira Cintra (1930 - 1942) kreacja kardynalska w 1930
- kard. Jaime de Barros Câmara (1943 - 1971) kreacja kardynalska w 1946; także: wikariusz polowy (1950 - 1963), ordynariusz wiernych obrządków wschodnich w Brazylii (1951 - 1971), przewodniczący Konferencji Episkopatu Brazylii (1958 - 1964)
- kard. Eugênio de Araújo Sales (1971 - 2001) kreacja kardynalska w 1969[2]; także ordynariusz wiernych obrządków wschodnich w Brazylii (1972 - 2001)
- kard. Eusébio Scheid SCI (2001 - 2009) kreacja kardynalska w 2003; także ordynariusz wiernych obrządków wschodnich w Brazylii (2001 - 2010)
- kard. Orani João Tempesta OCist (2009 - nadal)